# 中里良彦
中里 良彦（なかざと よしひこ、1927年12月17日 - 2022年6月12日）は、日本の経営者。富士電機社長を務めた。

## 経歴
群馬県出身。1951年に東京大学第一工学部機械工学科を卒業し、同年に富士電機製造(のちの富士電機)に入社。1981年8月に取締役に就任し、1983年6月に常務を経て、1987年2月に副社長に就任し、1992年6月に社長に昇格。1998年6月に相談役に就任。
1991年11月に藍綬褒章を受章。
2022年6月12日老衰のために死去。94歳没。